# Heart of Stone (Film)
Heart of Stone (dt. „Herz aus Stein“) ist ein US-amerikanischer Action-Agentenfilm aus dem Jahr 2023 von Regisseur Tom Harper nach einem Drehbuch von Greg Rucka und Allison Schroeder. Die Hauptrollen haben Gal Gadot, Jamie Dornan und Sophie Okonedo inne.
Der Film wurde am 11. August 2023 auf Netflix veröffentlicht.

## Handlung
Rachel Stone ist eine Agentin, die für die geheime Friedensorganisation The Charter arbeitet. Charter ist ein Zusammenschluss ehemaliger Geheimdienstler aus verschiedenen Organisationen, die sich nicht um Politik oder nationale Bindungen scheren. Die Organisation ist wie ein Kartenspiel in vier Bereiche unterteilt, die jeweils nach einer Kartenfarbe benannt sind. Stone gehört zum Bereich „Herz“, der von Nomad geleitet wird, und hat den Codenamen Herz Neun. Alle Operationen werden vom Herzbuben geleitet, unterstützt vom leistungsstarken Supercomputer „Das Herz“, der nicht nur Informationen sammeln und jedes Sicherheitssystem der Welt knacken, sondern auch unzählige Ergebnisse für jedes Szenario berechnen und den optimalen Weg zum Erfolg aufzeigen kann.
Vor einem Jahr hat Stone sich als vermeintliche Anfängerin in ein MI6-Team eingeschleust, bestehend aus den Agenten Parker und Yang sowie dem Fluchtwagenfahrer Bailey. Nun sollen sie im italienischen Schnalstal den mutmaßlichen Waffenhändler Mulvaney ausfindig machen. Stone, die eigentlich nur den technischen Support bei dem Einsatz übernehmen soll, muss unverhofft das Ski-Lodge-Casino betreten, um Mulvaneys Mobiltelefon zu hacken. Mit Stones Hilfe erhalten Parker und Yang Zugang zum gesicherten Glücksspielbereich, wo die Besucher auf Live-Einsätze des US-Militärs wetten. Die beiden sollen Mulvaney mit einer Betäubungsspritze außer Gefecht setzen, werden jedoch von dessen Leibwächter enttarnt. Nach einem Handgemenge kann Parker Mulvaney in einer Seilbahnkabine stellen. Außerdem wird ihr Funk von der Hackerin Keya Dhawan infiltriert. Stone täuscht eine Knöchelverletzung vor, sodass Bailey und Yang ohne sie Parker und Mulvaney auf dem Weg ins Tal verfolgen müssen. Stone nimmt Kontakt zu Charter auf und verfolgt, angeleitet von Herzbube, die Seilbahnkabine per Fallschirm und Schneemobil mit dem Ziel, Mulvaneys Sicherheitsteam aufzuhalten, das an der Talstation wartet. Sie schaltet das Sicherheitsteam aus und versteckt die Leichen. Allerdings nimmt sich Mulvaney mit Cyanid das Leben.
Zurück in London wird das Team für seine verpfuschte Arbeit kritisiert. Stone nimmt Kontakt zu ihrer Chefin Nomad auf, die Stones eigenmächtiges Handeln kritisiert. Nomad ist um Keya besorgt und erzählt, dass Stone und das MI6-Team sie in Lissabon suchen sollen. Dort gerät das Team in einen Hinterhalt. Obwohl Stone durch „Das Herz“ einen Fluchtweg erhält, entscheidet sie sich zu bleiben und ihr MI6-Team zu retten. Damit entlarvt sie ihre Tarnung und enthüllt, dass sie eigentlich eine Charter-Agentin ist, woraufhin Parker Bailey und Yang erschießt. Er offenbart, dass er ein Doppelagent ist und mit Keya zusammenarbeitet. Er lähmt Stone und implantiert ihr einen Mikrochip in den Arm. Parker und Keya haben es auf „Das Herz“ abgesehen. Als Stone im Hauptquartier von Charter wiederbelebt wird, wird der Chip aktiviert und infiltriert „das Herz“. Stone schneidet sich den Chip aus dem Arm und zerstört ihn, und Herzbube bestätigt, dass das Trojanische Pferd rechtzeitig gestoppt wurde. Nomad entlässt Stone aus dem Team, da ihre Tarnung aufgeflogen ist. Kurze Zeit später kontaktiert Keya Stone und verspottet sie. Stone schwört Keya Rache.
Die vier „Könige“ der Charter treffen sich, um die Frage zu klären, warum Parker so entschlossen gegen sie vorgeht. Es wird offenbar, dass Parker früher für den MI6 arbeitete und bei einer Tschetschenien-Mission zurückgelassen wurde. Der Pikkönig hatte veranlasst, dass eine Bombe über der Region abgeworfen wurde. Der totgeglaubte Parker wurde schwer verletzt und schwört seitdem Rache am MI6 und The Charter. Inzwischen können Keya und Parker den Satelliten, in dem „Das Herz“ sich befindet, dank ihres vorangegangenen Cyberangriffs aus seiner Erdumlaufbahn in tiefere Luftschichten dirigieren und dort eindringen. Stone dringt nach einem Stratosphärensprung ebenfalls in den Satelliten ein und versucht Parker und Keya aufzuhalten, doch Parker kann mit dem „Herz“ fliehen, während Stone und Keya per Fallschirm in der Wüste Senegals abstürzen. Dort verrät Keya, dass sie „Das Herz“ verschlüsselt hat und es nur mithilfe ihrer biometrischen Daten geöffnet werden kann. Sie werden von Einheimischen überfallen, die von Parkers Männern bestochen wurden. Stone kann fliehen, und Parker reist mit Keya nach Island, von wo aus die Mitglieder von The Charter, insbesondere die „Könige“, getötet werden sollen.
Dank eines Funkchips, den Stone Keya untergeschoben hat, kann sie die beiden an der Universität Reykjavik lokalisieren. Parker offenbart seine Sucht nach Macht und Rache und seine völlige Missachtung von Kollateralschäden. Er nutzt das „Herz“, um erst die Karokönigin mit ihrer ganzen Familie auszuschalten und danach den Pikkönig mit dessen Team in eine tödliche Falle zu locken. Er will auch Nomad und die restlichen Charter-Mitglieder ausschalten, indem er die Belüftung in ihrem unterirdischen Bunker unterbricht. Keya ist offensichtlich entsetzt über Parkers rücksichtsloses Vorgehen und schaltet „Das Herz“ ab. Es kommt zum Kampf zwischen Parker gegen Stone und Keya, wobei Stone Parker erschießt. Keya startet „Das Herz“ neu, wodurch die verbliebenen Charter-Mitglieder gerettet werden.
Einige Wochen später bildet Stone zusammen mit Keya und Herzbube ein neues Team, welches wieder „Das Herz“ als Hilfsmittel nutzt.

## Produktion
Im Dezember 2020 wurde das Projekt mit Gal Gadot als weiblicher Hauptdarstellerin bekannt gegeben, welches der Beginn eines Franchise ähnlich dem von Mission: Impossible sein soll. Im Januar 2021 wurde der Film offiziell von Netflix angekündigt. Die Regie wird dabei von Tom Harper übernommen. Ein Jahr später wurde mit Jamie Dornan die männliche Hauptrolle besetzt. Weitere Darsteller, darunter Sophie Okonedo, Matthias Schweighöfer und Jing Lusi, wurden im März 2022 gecastet. Alia Bhatt gibt hier ihr Filmdebüt in einer US-amerikanischen Produktion.
Die Dreharbeiten begannen am 26. Januar 2022 in Südtirol an der Schnalstaler Gletscherbahn. Anschließend fanden Aufnahmen in London (Vereinigtes Königreich), Reykjavík (Island) und Lissabon (Portugal) statt. Die Dreharbeiten wurden am 28. Juli 2022 abgeschlossen.

## Synchronisation
Die deutschsprachige Synchronisation entstand bei FFS Film- & Fernseh-Synchron in Berlin nach einem Dialogbuch und unter der Dialogregie von Christian Schneider.
| Rolle            | Schauspieler          | Synchronsprecher         |
| ---------------- | --------------------- | ------------------------ |
| Rachel Stone     | Gal Gadot             | Giuliana Jakobeit        |
| Parker           | Jamie Dornan          | Johannes Raspe           |
| Nomad            | Sophie Okonedo        | Annabelle Mandeng        |
| Jack of Hearts   | Matthias Schweighöfer | Matthias Schweighöfer    |
| Theresa Yang     | Jing Lusi             | Uschi Hugo               |
| Keya Dhawan      | Alia Bhatt            | Victoria Frenz           |
| Max Bailey       | Paul Ready            | Thomas Schmuckert        |
| Ivo              | Archie Madekwe        | Sebastian Fitzner        |
| King of Spades   | Mark Ivanir           | Tobias Lelle             |
| King of Clubs    | BD Wong               | Torsten Sense            |
| King of Diamonds | Glenn Close           | Kerstin Sanders-Dornseif |

## Rezeption

### Kritiken
Auf Rotten Tomatoes hat der Film eine Zustimmungsrate von 30 % basierend auf 136 Rezensionen mit einer durchschnittlichen Bewertung von 4,9/10. Sie urteilen, dass Gal Gadot ein unterhaltsamer Actionstar bleibt, die jedoch den dünnen geschriebenen Charakteren und der generischen Handlung nicht gewachsen sei. Auf Metacritic hat Heart of Stone eine Punktzahl von 44 von 100 basierend auf 36 Kritiken, was auf „gemischte oder durchschnittliche Bewertungen“ hinweist.
Sidney Schering von Filmstarts.de gab dem Film 1,5 von 5 Sternen und urteilte, dass der Film „die Discounter-Antwort auf Mission: Impossible“ sei. Außerdem findet er, der Film könne „ohne den hochkarätigen Cast, der seinen nur schwach umrissenen Figuren zumindest ein wenig Profil verleiht“ „glatt als Mockbuster von Mission: Impossible 7 durchgehen“. Ähnlich kritisch sieht es die Website OFDb.de und bezeichnet den Film als „generische[n] Actioner, der sich durch überhaupt nichts auszeichnet und ebenso schnell vergessen wie angeschaut ist“. Das Web-Portal Netzwelt hingegen bezeichnet den Film als „spannendes Original des Streamingdienstes Netflix“, das „mit einer internationalen Besetzung, turbulenten Action-Szenen und überzeugenden Special Effects“ glänze. Anlass zur Kritik geben jedoch die wenig abwechslungsreiche Handlung sowie verschiedene Logikfehler. Die britische Tageszeitung The Guardian nennt den Film ein sehenswertes Bond-ähnliches Abenteuer. Zwar ist eine Handlung nur rudimentär vorhanden, die Action-Szenen seien jedoch hervorragend umgesetzt und die Verfolgungsjagd durch Lissabon ein atemberaubendes Highlight.

### Auszeichnungen
People’s Choice Awards 2024
- Nominierung als Beste Darstellerin in einem Actionfilm (Gal Gadot)[13]